# Bellizzi
Bellizzi es una localidad y comune italiana de la provincia de Salerno, región de Campania, con 13.131 habitantes.

## Evolución demográfica
| Gráfica de evolución demográfica de Bellizzi entre 1861 y 2001 |
|                                                                |
| Fuente ISTAT - elaboración gráfica de Wikipedia                |